# Vouvray, Indre-et-Loire
Vouvray är en kommun i departementet Indre-et-Loire i regionen Centre-Val de Loire i de centrala delarna av Frankrike. Den är bäst känd för sin produktion av vitt vin av druvsorten Chenin Blanc. År 2022 hade Vouvray 3 397 invånare.
Vouvray ligger 10 kilometer öster om Tours, längs floderna Loire och Cisse, vars sammanflöde ligger i kommunen. Vouvray är delvis byggd på en sluttning med många hus och grottor som används som källare av vinproducenter. På bergssluttningarna finns i kommunen flera viktiga byar och många vingårdar.

## Galleri

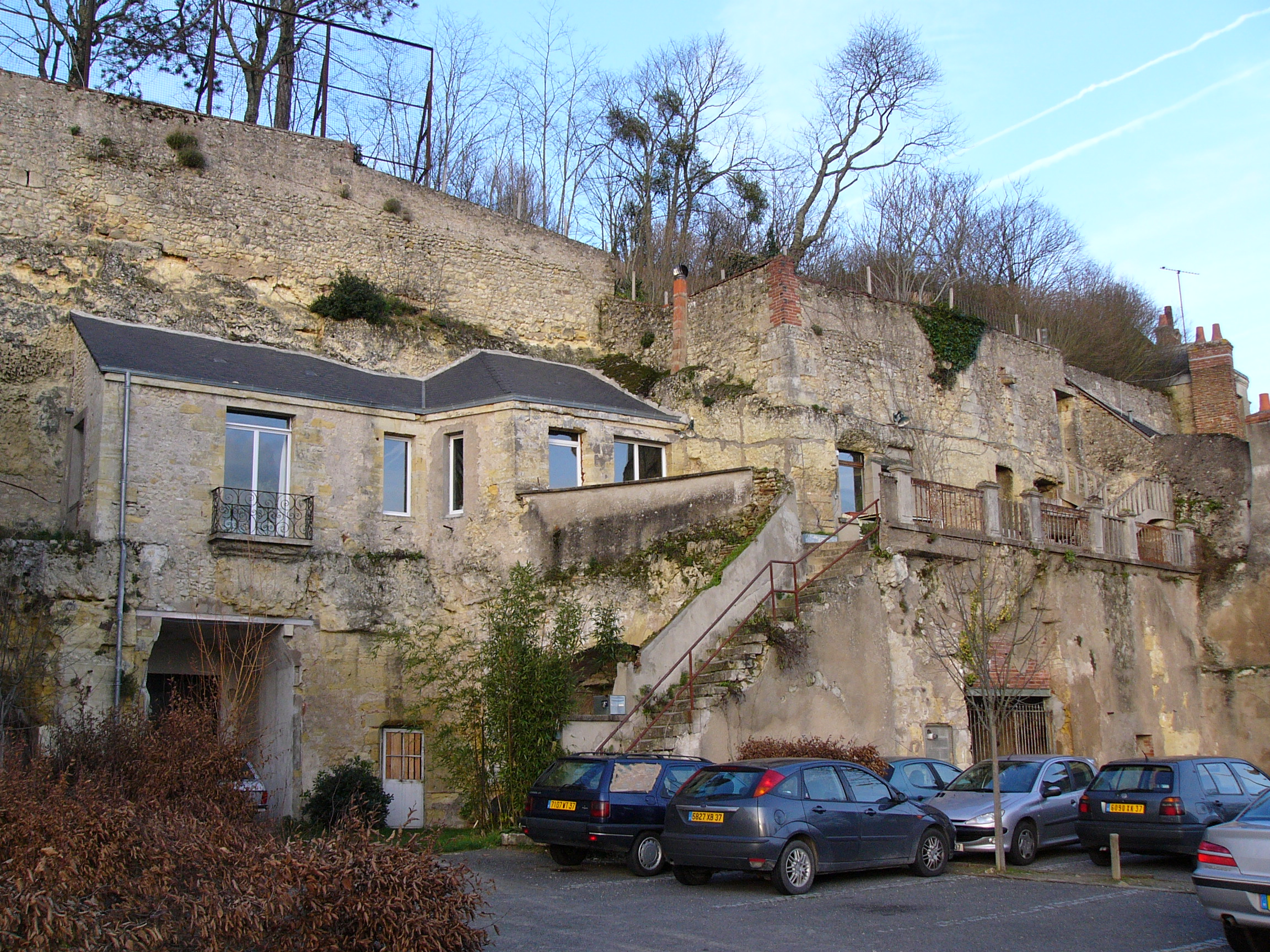

## Befolkningsutveckling
Antalet invånare i kommunen Vouvray
Referens:INSEE